# Pierre Sansot
Pierre Sansot (Antibes, 9 de junio de 1928 - Grenoble, 6 de mayo de 2005) fue un filósofo, sociólogo y escritor francés.

## Biografía
Fue catedrático de filosofía y antropología en la Universidad Pierre-Mendès-France - Grenoble II y en la Universidad Paul Valéry de Montpellier. Su tesis doctoral dio lugar a la publicación de su primer libro: Poética de la ciudad —en francés: Poétique de la ville, donde realiza una crítica al lenguaje urbanístico esencialmente funcional que impera en las ciudades, e instala la necesidad de uno que rescate su esencia y significado simbólico; en este trabajo se utilizó por primera vez —dentro de la tradición académica— un enfoque analítico que permitiera identificar las pequeñas cosas cotidianas que dan sentido a la vida de la gente común, investigando además respecto a los trayectos metafóricos de éstos en las ciudades.
En Les gens de peu por otro lado, describió los momentos de sociabilización que las clases populares mantienen para enriquecer la trivialidad cotidiana y su alienación.

## Obras seleccionadas
Libros técnicos
- Poétique de la ville, Klincksieck, 1973. Reeditado en la colección Petite Bibliothèque Payot, 2004
- Variations paysagères, Klincksieck, 1983. Reeditado en la colección Petite Bibliothèque Payot, 2009
- La France sensible, Champ Vallon, 1985. Reeditado en la colección Petite Bibliothèque Payot, 1995
- Les formes sensibles de la vie sociale, 1986. Presses Universitaires de France.
- Cahiers d'enfrance, Champ Vallon, 1990. Reeditado en la colección Petite Bibliothèque Payot, 1994
- Le Rugby est une fête, Plon, 1991; reedición para el título Le Rugby est une fête, et le tennis non plus, Petite Bibliothèque Payot, 2002
- Les Gens de peu, PUF, 1992. Rééd. 1994 et 2002
- Papiers rêvés, papiers enfuis, Fata Morgana, 1993
- Jardins publics, Payot, 1994. Reeditado por 1995
- Les Pilleurs d'ombres, Payot, 1994. Reeditado por Corps 16, 1995
- Les Vieux ça ne devrait jamais devenir vieux, Payot, 1995 et 2001
- Les Pierres songent à nous, Fata Morgana, 1995
- Demander la Lune, Fata Morgana, 1995
- Du bon usage de la lenteur, Payot, 1998. Reeditado por Corps 16 en 1999 y Rivages en 2000
- Chemins au vent. L'art de voyager, Payot, 2000. Rivages, 2002
- Narbonne, ville ouverte, Fata Morgana, 2000
- J’ai renoncé à vous séduire, Desclée De Brouwer, 2002
- Bains d'enfance, Payot, 2003
- Jardins publics, Payot, 2003
- Le Goût de la conversation, De Brouwer, 2003
- La beauté m'insupporte, Payot, 2004
- Ce qu'il reste, Payot, 2006 [obra póstuma]

Novelas
- Il faudra traverser la vie, Grasset, 1999